# 歷粉蝶屬
歷粉蝶屬（學名：Kricogonia）是粉蝶科黃粉蝶亞科裡的一個屬。共有2個物種，分佈於北美南部、中美及南美北部。幼蟲的寄主為蒺藜科（Caryophyllaceae）植物。

## 物種
- 凱歷粉蝶 Kricogonia cabrerai
- 歷粉蝶 Kricogonia lyside

## 文獻
- 寿建新 周尧 李宇飞. . 中國: 陝西科學技術出版社. 2006-04-01. ISBN 9787536936768 （中文（简体））.

## 外部連結
- 维基共享资源上的相關多媒體資源：歷粉蝶屬
- Kricogonia （页面存档备份，存于） - funet.fi